# Erasmus Schüller

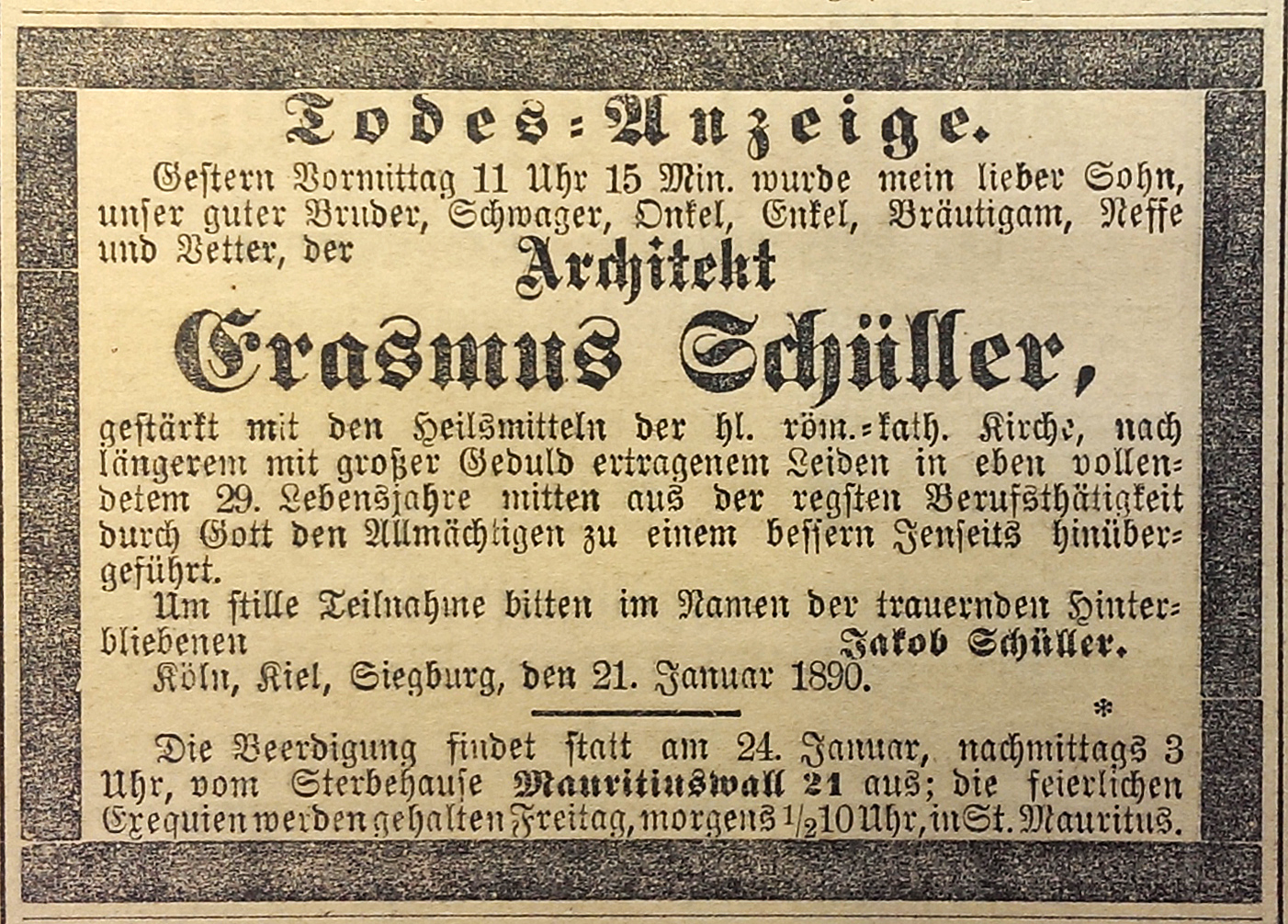
Todesanzeige, Kölnische Zeitung vom 22. Januar 1890

Erasmus Schüller (* 14. Januar 1861 in Köln; † 21. Januar 1890 ebenda) war ein deutscher Architekt des Historismus, der in den 1880er Jahren im Rheinland wirkte. 

## Leben
Erasmus Schüller war der Sohn des Kölner Rohrfabrikanten Heinrich Schüller und seiner Frau Anna geb. Pape. Sein Geburtshaus war das Haus Thieboldsgasse Nr. 103. Er lebte zuletzt im Haus Mauritiuswall 21 und hatte ein eigenes Büro in Köln, welches nach seinem frühen Tod von Theodor Roß übernommen wurde, der auch die noch im Bau befindliche Pfarrkirche von Immerath fertigstellte. Da Schüller nur 29 Jahre alt wurde, bestehen nur wenige Bauwerke von ihm.

## Werk
| Jahr      | Bild | Ort              | Objekt                                        | Bundesland          | Kommentar |
| --------- | ---- | ---------------- | --------------------------------------------- | ------------------- | --- |
| 1887–1888 |      | Schierwaldenrath | Katholische Pfarrkirche St. Anna              | Nordrhein-Westfalen | Im Zweiten Weltkrieg wurde der Turm am 6. Oktober 1944 gesprengt, wodurch die Kirche stark beschädigt wurde. 1948 erfolgte der vereinfachte Wiederaufbau. |
| 1888      |      | Pütz             | Katholische Kapelle St. Johannes Nepomuk      | Nordrhein-Westfalen | [ 4 ] |
| 1888–1891 |      | Immerath         | Katholische Pfarrkirche St. Lambertus         | Nordrhein-Westfalen | Die Bauleitung übernahm nach dem Tode Schüllers Architekt Theodor Roß. Am 13. Oktober 2013 wurde die Pfarrkirche profaniert und am 8. und 9. Januar 2018 vollständig abgerissen, da sie dem Tagebau Garzweiler weichen musste. Als Ersatz wurde am Umsiedlungsort Immerath (neu) 2013/14 eine kleine Kapelle nach Plänen von Johannes Klomp erbaut. |
| 1889–1893 |      | Titz             | Katholische Pfarrkirche St. Cosmas und Damian | Nordrhein-Westfalen | Die Bauleitung übernahm Wilhelm Langer, die Detailplanungen nach dem Tode Schüllers Architekt Hans Hubert Dreher, Köln. |